# Ke (kana)
En l'escriptura japonesa, els caràcters け (hiragana) i ケ (katakana) són dues mores que ocupen la novena posició en el sistema modern d'ordenació alfabètica gojūon (五十音), entre く i こ; i el 31è en el poema iroha, entre ま i ふ. Una mora és la unitat superior al segment i inferior a la síl·laba.
En la taula de l'ordre gojūon (per columnes, i de dreta a esquerra), es troba en la segona columna (か行, columna «ka») i la quarta fila (え段, fila «e»).

La taula gojūon

El caràcter け prové del kanji 計, mentre que ケ prové de 介. Poden dur l'accent dakuten: げ, ゲ.
No s'ha de confondre ケ amb el contador ke petit (kanaヶ), que té una funció i pronunciació diferents.

## Romanització
Segons els sistemes de romanització Hepburn modificat, Kunrei-shiki i Nihon-shiki:
- け, ケ es romanitzen com a «ke».
- げ, ゲ es romanitzen com a «ge».

## Escriptura
|  | El caràcter け s'escriu amb tres traços: 1. Traç vertical de dalt a baix i lleugerament corb que s'acaba torçant cap amunt. 2. Traç horitzontal a la dreta del primer. 3. Traç vertical que talla el segon i s'acaba corbant cap a l'esquerra.       |
|  | El caràcter ケ s'escriu amb tres traços: 1. Traç diagonal curt cap avall a l'esquerra. 2. Traç horitzontal que comença en la part mitjana del primer. 3. Traç corb que enceta a la part mitjana del segon, i que es dirigeix cap avall a l'esquerra. |

## Altres representacions
| け / ケ en braille japonès    | け / ケ en braille japonès                                 | け / ケ en braille japonès                                  | け / ケ en braille japonès                                                               |
| ----------------------------- | ---------------------------------------------------------- | ----------------------------------------------------------- | ---------------------------------------------------------------------------------------- |
| け o ケ ke                    | げ o ゲ ge                                                 | けい o ケー kēokei                                          | げい o ゲー gēogei                                                                       |
| ⠫ (braille pattern dots-1246) | ⠐ (braille pattern dots-5) · ⠫ (braille pattern dots-1246) | ⠫ (braille pattern dots-1246) · ⠒ (braille pattern dots-25) | ⠐ (braille pattern dots-5) · ⠫ (braille pattern dots-1246) · ⠒ (braille pattern dots-25) |

- Alfabet fonètic: 「景色のケ」 (la «ke de keshiki», on keshiki vol dir paisatge o escena)
- Codi Morse: －・－－